# Puppet Master: Doktor Death
Série
Puppet Master: The Littlest Reich
(2018)
Pour plus de détails, voir Fiche technique et Distribution.
Puppet Master: Doktor Death est un film américain réalisé par Dave Parker et sorti en 2022. Il s'agit d'un spin-off

## Fiche technique
Sauf indication contraire, les informations mentionnées dans cette section peuvent être confirmées par les bases de données cinématographiques IMDb et Allociné,  présentes dans la section « Liens externes ».
- Titre original : Puppet Master: Doktor Death
- Réalisation : Dave Parker
- Scénario :
- Production :
- Sociétés de production : Candy Bar[2]
- Société de distribution :
- Musique
- Pays d'origine :  États-Unis
- Format : Couleurs
- Langue : anglais
- Genre : horreur
- Budget :
- Durée : 75 minutes
- Date de sortie : 
  - États-Unis : 2022[3]

## Distribution
- Greg Sestero : André Toulon
- Melissa Moore : Gladys